# José Clemente Pozenato
José Clemente Pozenato Machado (São Francisco de Paula, Río Grande del Sur, 22 de mayo de 1938-Caxias do Sul, 25 de noviembre de 2024) fue un escritor y profesor brasileño.

## Biografía
Descendiente de italianos, hizo sus estudios secundarios en Caxias do Sul, donde reside. Es licenciado en Filosofía, con una maestría en literatura brasileña, por la Universidad Federal de São Carlos (UFSCar) y un doctorado en Letras por la PUCRS, para el que presentó una novela tesis: A Babilônia. Fue profesor de literatura en la Universidade de Caxias do Sul desde 1966, donde también se desempeñó como prorrector de Planeamiento y Desarrollo Institucional.
En 1967 participó en la antología poética Matrícula. En 1974 su ensayo O regional e o universal na literatura gaúcha fue premiado por el Instituto Estatal del Libro de Río Grande del Sur.
Es miembro de la Academia Sul-Brasileira de Letras y de la Academia Rio-Grandense de Letras. Integró el Consejo Estatal de Cultura de Río Grande del Sur y secretario de Cultura del municipio de Caxias do Sul.
Su novela policial El caso del martillo (O Caso do Martelo, 1985) fue adaptada en 1991 a la televisión y su novela histórica O Quatrilho (1985) fue adaptada al cine con la dirección de Fábio Barreto en 1995. Al año siguiente, la película O Quatrilho fue nominada al premio Óscar en la categoría de mejor película extranjera. Fue la segunda película brasileña en competir por esta categoría, después de El pagador de promesas de Anselmo Duarte en 1968.
Fue designado patrono de la edición 2015 de la feria del libro de la ciudad de Farroupilha, en Río Grande del Sur.
En 2015 presentó en una edición bilingüe su traducción al portugués del Cancionero de Petrarca, obra lírica del siglo XIV.

## Obras
Poesía
- 1967 - Matrícula (antología junto a otros autores)
- 1971 - Vária figura
- 1982 - Carta de viagem
- 1983 - Meridiano
- 1993 - Cánti Rústeghi

Ensayo
- 1974 - O regional e o universal na literatura gaúcha

Novela
- 1985 - O caso do martelo (policial) (adaptada para televisión)
- 1985 - O quatrilho (histórica) (adaptado para cine)
- 1989 - O caso do loteamento clandestino (policial)
- 2000 - O caso do e-mail (policial)
- 2000 - A cocanha (histórica) (con los mismos personajes de O quatrilho)
- 2006 - A Babilônia (histórica) (con los mismos personajes de O quatrilho)
- 2008 - O Caso da Caçada de Perdiz (policial)

Literatura infantil
- 1990 - O jacaré da lagoa
- 2001 - Pisca-tudo

Cuentos
- 1998 - O limpador de fogões

Crónica
- 1999 - Conversa solta (antología de crónicas publicadas en el diario Pioneiro, de Caxias do Sul)